# Marinho (football, 1943)
Pour les articles homonymes, voir Marinho.
Mário da Silva Mateus, plus communément appelé Marinho, est un footballeur portugais né le 3 septembre 1943 à Lisbonne. Il évoluait au poste d'attaquant.

## Biographie

### En club
Formé à l'Atlético CP, Marinho évolue notamment au Sporting CP durant dix saisons,,.
Avec ce club, il est champion en 1970 et 1974, et remporte trois Coupes du Portugal en 1971, 1973 et 1974.
Il dispute 321 matchs pour 80 buts marqués en première division portugaise, durant quatorze saisons. Il réalise sa meilleure performance lors de la saison 1969-1970, où il inscrit 13 buts en championnat,.
Au sein des compétitions continentales européennes, il dispute quatre rencontres en Coupe d'Europe des clubs champions (un but), 13 en Coupe des villes de foires, quatre en Coupe de l'UEFA (un but), et 10 en Coupe des coupes (trois buts). Il atteint les demi-finales de la Coupe des coupes en 1974, en étant battu par le club allemand du 1. FC Magdebourg.

### En équipe nationale
International portugais, il reçoit cinq sélections en équipe du Portugal entre 1969 et 1975, pour un but marqué.
Son premier match est disputé le 2 novembre 1971 dans le cadre des qualifications pour la Coupe du monde 1970 contre la Suisse (match nul 1-1 à Berne).
Il marque son seul but en équipe nationale le 26 avril 1975 contre la France (victoire 2-0 à Colombes).
Son dernier match a lieu le 12 novembre 1975 pour les qualifications pour l'Euro 1976 contre la Tchécoslovaquie en amical (match nul 1-1 à Porto).

### Entraîneur
Il est entraîneur du Sporting CP à deux reprises pour assurer l'intérim en 1984 et 1987.

## Palmarès
Avec le Sporting CP :
- Champion du Portugal en 1970 et 1974
- Vice-champion du Portugal en 1968, 1971 et 1977
- Vainqueur de la Coupe du Portugal en 1971, 1973 et 1974
- Finalist de la Coupe du Portugal en 1970 et 1972